# Stagmomantis maya
Stagmomantis maya är en bönsyrseart som beskrevs av Henri Saussure och Leo Zehntner 1894. Stagmomantis maya ingår i släktet Stagmomantis och familjen Mantidae. Inga underarter finns listade i Catalogue of Life.